# 1603
1603 (MDCIII) je bilo navadno leto, ki se je po gregorijanskem koledarju začelo na sredo, po 10 dni počasnejšem julijanskem koledarju pa na soboto.

## Dogodki
- Johann Bayer v Augsburgu izda zvezdni atlas Uranometrija.
- Francozi začnejo kolonizirati Kanado
- pričetek japonske vladarske dinastije Tokugava.

## Rojstva
- 16. avgust - Adam Olearius, nemški matematik, geograf, diplomat († 1671)

Neznan datum
- Abel Tasman, nizozemski pomorščak, raziskovalec, trgovec († 1659)
- Valentin Conrart, francoski pisatelj, akademik († 1675)

## Smrti
- 13. februar - François Viète, francoski pravnik in matematik (* 1540)
- 23. februar - Andrea Cesalpino, italijanski zdravnik, filozof, botanik (* 1519)
- 25. avgust - Ahmed al-Mansur, maroški sultan in kalif  (* 1549)
- 16. november - Pierre Charron, francoski filozof (* 1541)
- 10. december - William Gilbert, angleški fizik, učenjak, filozof, zdravnik (* 1544)
- 22. december - Mehmed III., 13. sultan Osmanskega cesarstva in 92. kalif islama (* 1566)